# Hotel Pod Orłem w Bielsku-Białej
Hotel Pod Orłem – neobarokowo–klasycystyczny czteropiętrowy gmach pełniący funkcję biurowca i pasażu handlowego, położony przy Placu Wolności (według numeracji przy ul. 11 Listopada) w Bielsku-Białej, w centrum historycznej Białej Krakowskiej.

## Historia
Powstał w 1905 wg projektu Alexandra Neumanna w miejscu dawnego zajazdu z czasów wytyczania traktu cesarskiego (koniec XVIII wieku) i początkowo nosił nazwę Pod Czarnym Orłem, nawiązując do dwugłowego czarnego orła Habsburgów, choć orzeł wieńczący fasadę budynku jest jednogłowy. Budowę sfinansował bialski fabrykant, właściciel fabryki wódek i likierów – Jakub Gross.

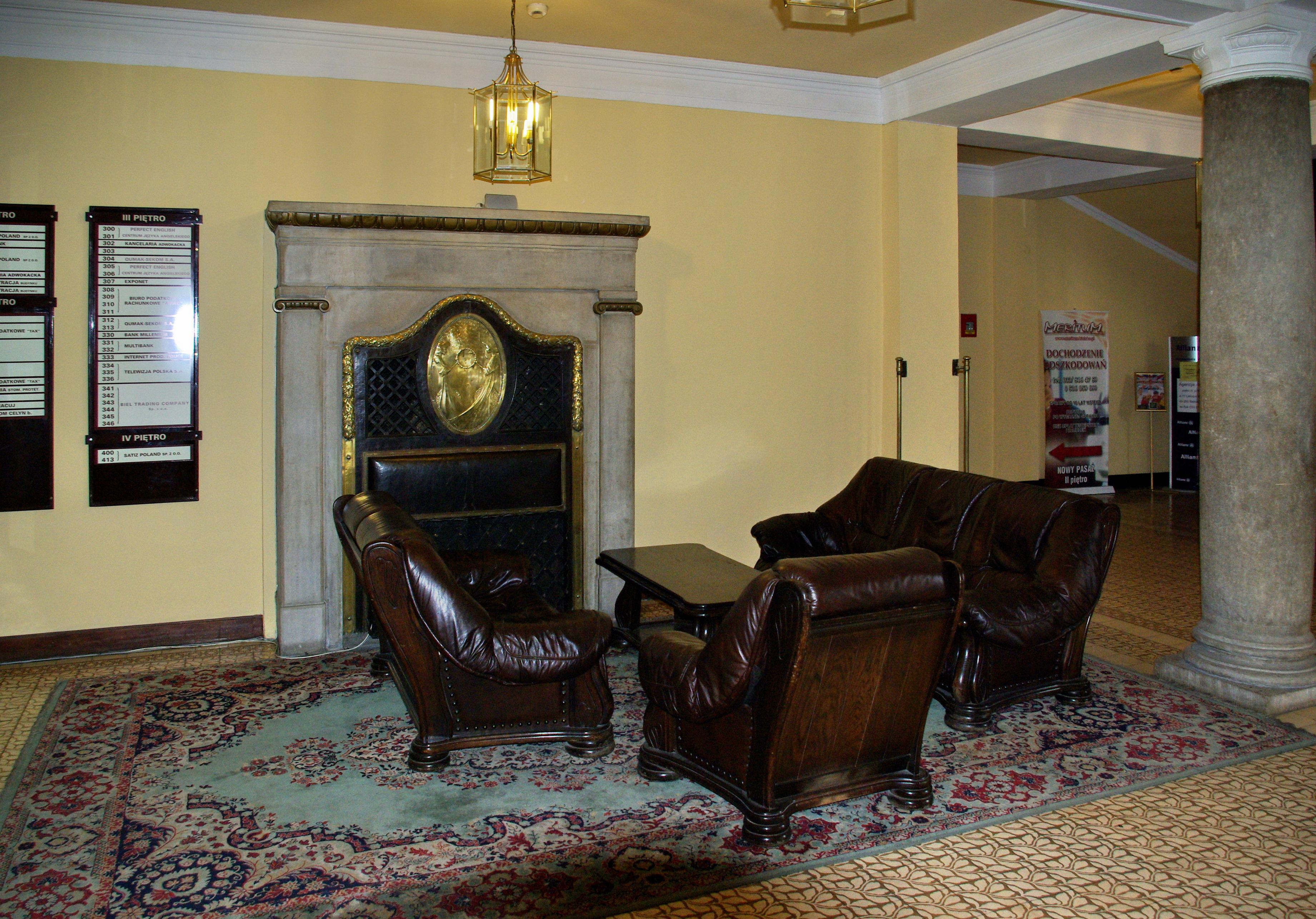
Wnętrze

Fasada budynku pokryta jest ozdobami neobarokowymi w postaci jońskich pilastrów, medalionów z orłami, lwich pysków i wazonów, a szczyt zdobi stylizowany orzeł i para puttów. Wewnątrz zachowany jest secesyjny wystrój westybulu i klatki schodowej z windą oraz na I piętrze Sala Redutowa o powierzchni 709 m² w stylu neorenesansowym z pięknymi plafonami na suficie, żeliwnymi arkadami i balkonami oraz dekoracją sztukatorską.
Hotel cieszył się sławą, zatrzymywały się w nim znane osoby, m.in. ostatni cesarz Austrii Karol I Habsburg z małżonką Zytą Burbon-Parmeńską oraz Józef Piłsudski jako dowódca I Brygady Legionów Polskich. Hotel był centrum życia kulturalnego i towarzyskiego Białej. Tu odbywały się pokazy bialskiego Sokoła i walk zapaśniczych oraz polskie imprezy narodowe. Organizowano także występy teatralne oraz bale Ligi Morskiej i Kolonialnej. W 1938 w restauracji Hotelu Pod Orłem bialscy taksówkarze schwytali śląskiego bandytę Nikifora Maruszeczko.
W latach 90. XX wieku hotel stracił swą dawną funkcję i stał się biurowcem oraz ekskluzywnym pasażem handlowym Pod Orłem.